# Christopher Grotheer
Christopher Grotheer (Wernigerode, 31 luglio 1992) è uno skeletonista tedesco, campione olimpico nel singolo a Pechino 2022, vincitore di sette medaglie d'oro ai campionati mondiali, due consecutive nel singolo (nel 2020 e nel 2021) e altrettante a squadre (nel 2019 e nel 2021), e di una Coppa del Mondo.

## Biografia
Ex saltatore con gli sci, passò allo skeleton nel 2007 e nel 2010 iniziò a gareggiare per la squadra tedesca, partecipando nei primi anni alla Coppa Europa, terminando ottavo in classifica generale nel 2010/11 e nel 2011/12. Si distinse nelle categorie giovanili vincendo quattro medaglie ai mondiali juniores tra cui due ori conquistati ad Igls 2012 e ad Altenberg 2015. Fu invece argento ad Igls 2012 e a Winterberg 2014.

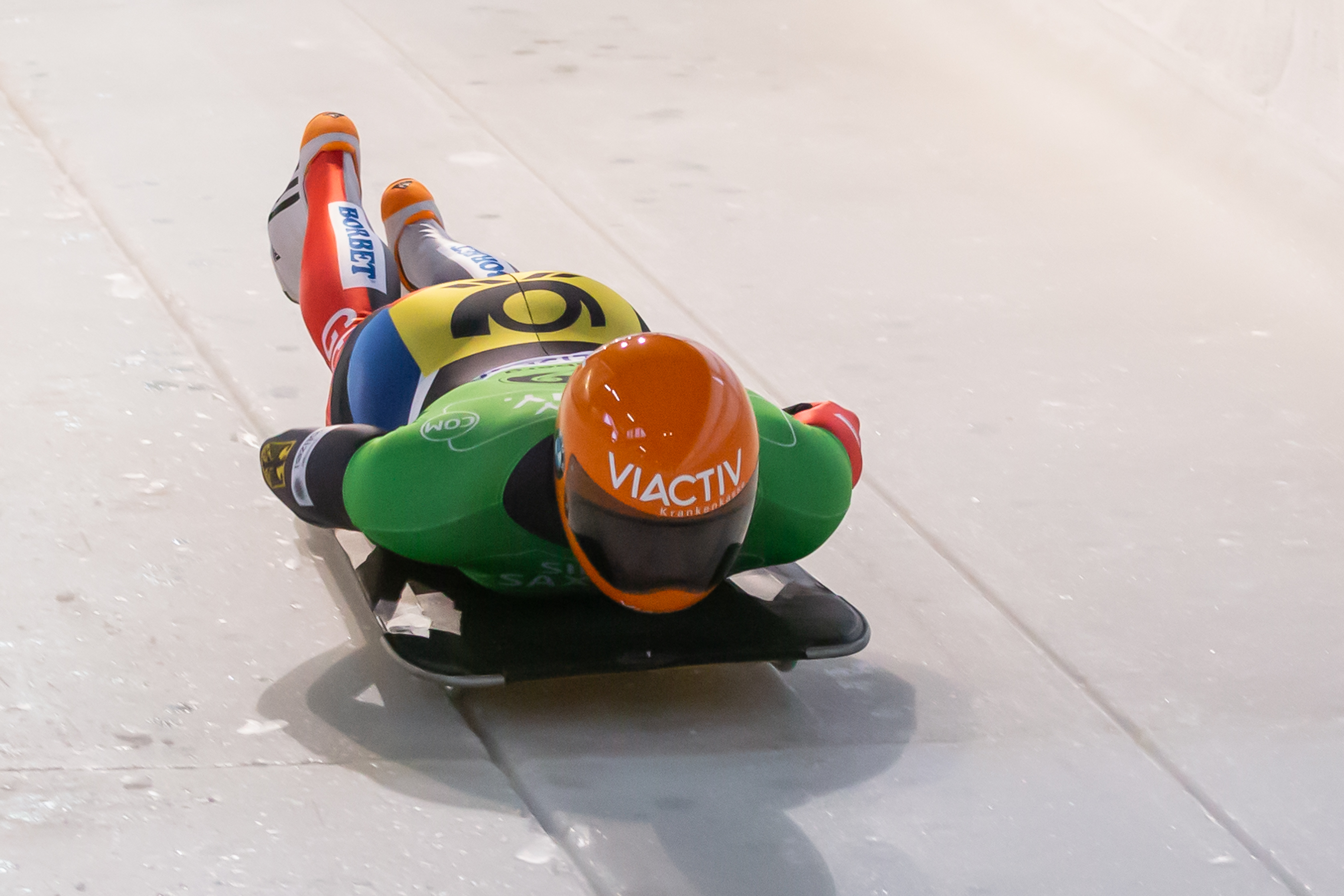
Christopher Grotheer in gara ai Campionati tedeschi nel 2018

Esordì in Coppa del Mondo nel 2012/13, l'8 novembre 2012 a Lake Placid, dove si piazzò quattordicesimo nel singolo; centrò il suo primo podio individuale il 7 dicembre 2012 a Winterberg e vinse la sua prima gara il 7 gennaio 2017 ad Altenberg, imponendosi nel singolo. Nel 2022/23 si è imposto nella classifica generale. Ha inoltre vinto la classifica generale della Coppa Intercontinentale nel 2019/20.
Ha partecipato ai giochi olimpici invernali di Pyeongchang 2018, concludendo la gara al sesto posto.

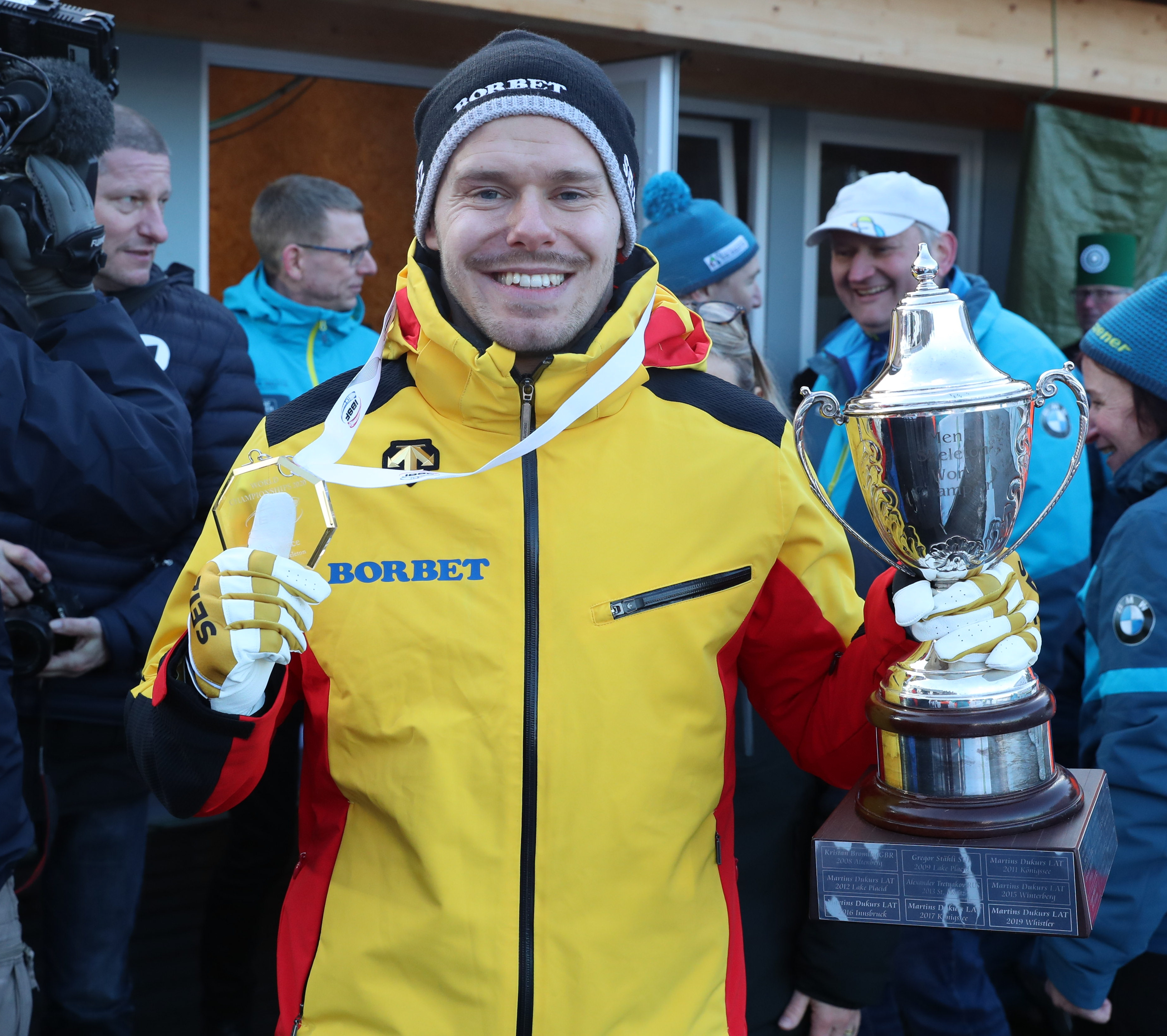
Christopher Grotheer con il trofeo di campione del mondo vinto ad Altenberg 2020

Ha inoltre preso parte a nove edizioni dei campionati mondiali conquistando un totale di nove medaglie, delle quali sette d'oro. Nel dettaglio i suoi risultati nelle prove iridate sono stati, nel singolo: sedicesimo a Sankt Moritz 2013, quinto a Winterberg 2015, sesto a Schönau am Königssee 2017, quarto a Whistler 2019, medaglia d'oro ad Altenberg 2020, medaglia d'oro ad Altenberg 2021, decimo a Sankt Moritz 2023 e medaglia d'oro ad Winterberg 2024; nella gara a squadre: medaglia d'argento a Winterberg 2015, medaglia d'argento a Schönau am Königssee 2017, medaglia d'oro a Whistler 2019, quinto ad Altenberg 2020, medaglia d'oro ad Altenberg 2021, a Sankt Moritz 2023 e a Winterberg 2024.
Nelle rassegne europee ha vinto la medaglia di argento ad Altenberg 2023 e di bronzo a Sankt Moritz 2022.

## Palmarès

### Giochi olimpici
- 1 medaglia:
  - 1 oro (singolo a Pechino 2022)

### Mondiali
- 9 medaglie:
  - 7 ori (gara a squadre a Whistler 2019; singolo ad Altenberg 2020; singolo, gara a squadre ad Altenberg 2021; gara a squadre a Sankt Moritz 2023; singolo, gara a squadre ad Winterberg 2024);
  - 2 argenti (gara a squadre a Winterberg 2015; gara a squadre a Schönau am Königssee 2017).

### Europei
- 2 medaglia:
  - 1 argento (singolo ad Altenberg 2023);
  - 1 bronzo (singolo a Sankt Moritz 2022).

### Mondiali juniores
- 4 medaglie:
  - 2 ori (singolo a Igls 2013; singolo a Altenberg 2015);
  - 2 argenti (singolo a Igls 2012; singolo a Winterberg 2014).

### Coppa del Mondo
- Vincitore della classifica generale nel 2022/23
- 25 podi (tutti nel singolo):
  - 10 vittorie;
  - 6 secondi posti;
  - 9 terzi posti.

#### Coppa del Mondo - vittorie
| Data             | Luogo       | Paese         | Disciplina |
| ---------------- | ----------- | ------------- | ---------- |
| 7 gennaio 2017   | Altenberg   | Germania      | singolo    |
| 3 dicembre 2021  | Innsbruck   | Austria       | singolo    |
| 1º dicembre 2022 | Park City   | Stati Uniti   | singolo    |
| 6 gennaio 2023   | Winterberg  | Germania      | singolo    |
| 17 novembre 2023 | Yanqing     | Cina          | singolo    |
| 26 gennaio 2024  | Lillehammer | Norvegia      | singolo    |
| 16 novembre 2024 | Pyeongchang | Corea del Sud | singolo    |
| 17 novembre 2024 | Pyeongchang | Corea del Sud | singolo    |
| 23 novembre 2024 | Yanqing     | Cina          | singolo    |
| 6 dicembre 2024  | Altenberg   | Germania      | singolo    |

### Campionati tedeschi
- 5 medaglie:
  - 3 argenti (singolo ad Altenberg 2016; singolo ad Altenberg 2019; singolo a Winterberg 2021[2]);
  - 2 bronzi (singolo ad Altenberg 2013; singolo Winterberg 2015).

### Circuiti minori

#### Coppa Intercontinentale
- Vincitore della classifica generale nel singolo nel 2019/20;
- 9 podi (tutti nel singolo):
  - 4 vittorie;
  - 4 secondi posti;
  - 1 terzo posto.

#### Coppa Europa
- Miglior piazzamento in classifica generale: 8º nel 2010/11 e nel 2011/12;
- 3 podi (nel singolo):
  - 3 secondi posti.